# Mieke (Vorname)
Mieke ist ein niederländischer weiblicher Vorname als eine Variante des Namens Maria.

## Herkunft und Bedeutung
Der Name Mieke ist eine Kurzform des niederländischen Vornamens Marieke, der auf den biblischen Namen Maria zurückgeht.

## Nebenform
Eine Variante ist Annemieke, weitere sind Miek und Mie.

## Namensträgerinnen

### Vorname
- Mieke Bal (* 1946), niederländische Literaturwissenschaftlerin, Kultur- und Kunsthistorikerin
- Mieke Cabout (* 1986), niederländische Wasserballspielerin
- Mieke Düvel (* 1997), deutsche Handballspielerin
- Mieke Havik (* 1957), niederländische Radrennfahrerin
- Mieke Jaapies (* 1943), niederländische Kanutin
- Mieke Kröger (* 1993), deutsche Radrennfahrerin
- Mieke Mosmuller (* 1951), niederländische Ärztin und Buchautorin
- Mieke Pullen (1957–2003), niederländische Marathonläuferin
- Mieke Schymura (* 1977), deutsche Schauspielerin
- Mieke Senftleben (* 1952), deutsche Politikerin (FDP)
- Mieke Sterk (* 1946), niederländische Sprinterin, Hürdenläuferin und Fünfkämpferin
- Mieke Suys (* 1968), belgische Triathletin
- Mieke Telkamp (1934–2016), niederländische Sängerin

### Kunstfigur
- Mieke Meier, Comicfigur des Grafikers Niels Brodersen
- Mieke Fonkel, Hauptfigur der belgischen Kinderserie Mega Mindy